# Чолакович, Петар
Пе́тар Чола́кович (черног. Петар Чолаковић / Petar Čolaković, 13 сентября 1993, СРЮ) — черногорский футболист, полузащитник.

## Карьера
Петар начал свою карьеру в клубе «Сутьеска» из города Никшич. Первым турниром, в котором футболист принял участие стала юношеская лига Черногории 2008/2009 (черног. Kadetska liga 2008/09). В ней он забил 2 гола. В этом же сезоне 2008/2009 Чолакович перешёл в команду «Старс Полет U-19» и принял участие уже в молодёжной лиге 2008/2009 (черног. Omladinska liga 2008/09). За Стартс-Полет он также забил 2 гола и вернулся в «Сутьеску», но уже в молодёжный состав. За свой родной клуб Петар отыграл в молодёжной лиге два сезона. В общей сложности, он появлялся на поле 45 раз и забил 3 мяча. Весь сезон Петар играл на позиции защитника.
В основном составе «Сутьески» Чолакович дебютировал 4 ноября 2012 года в матче против плевлинского «Рудара». Петар вышел на поле на 78-й минуте вместо Пейовича. В итоге матч завершился победой «Сутьески» со счётом 2:0. В основном составе Петар играет на позиции полузащитника.
Первый свой гол за основную команду «Сутьески» Чолакович забил 30 марта 2013 года в гостевом матче против «Морнара». Памятное для игрока событие случилось на 1-й добавленной минуте второго тайма. В итоге матч закончился ничьей 1:1.
Всего в сезоне 2012/2013 Петар отыграл за «Сутьеску» 8 матчей и забил один гол.

## Интересные факты
- Выступая за юношескую команду «Сутьески» и молодёжную команду «Старс Полет», Чолакович был нападающим; в молодёжном составе «Сутьески» — защитником. А выступая за основной состав, Чолакович является полузащитником.[1]

## Достижения
- Чемпион Черногории (2): 2013, 2014